# Listă a conferințelor celui de-al Doilea Război Mondial
Listă a conferințelor Aliaților din al doilea război mondial
| Denumire (Nume de cod)                                        | Locație                | Data                                    | Participanți importanți                                                                        | Rezultate principale |
| ------------------------------------------------------------- | ---------------------- | --------------------------------------- | ---------------------------------------------------------------------------------------------- | --- |
| Conferința Statului Major americano-britanic (ABC-1) (ABC-1)  | Washington, D.C.       | 29 ianuarie – 27 martie 1941            | Membri ai Statelor Majore americane și al Commemenwalth-ului Britanic                          | A stabilit înțelegerile de bază pentru intrarea SUA în război |
| Conferința Atlanticului (RIVIERA)                             | Argentia, Newfoundland | 9 – 12 august 1941                      | Churchill, Roosevelt                                                                           | Carta Atlanticului |
| Conferința de la Moscova                                      | Moscova, URSS          | 29 septembrie – 1 octombrie 1941        | Stalin, Harriman, Beaverbrook                                                                  | Ajutorul aliat pentru URSS |
| Conferința Arcadia (ARCADIA)                                  | Washington, D.C.       | 22 decembrie , 1941 – 14 ianuarie, 1942 | Churchill, Roosevelt                                                                           | "Mai întâi Europa", Declarația Națiunilor Unite |
| A doua Conferință de la Washington                            | Washington, D.C.       | 20 – 25 iunie 1942                      | Churchill, Roosevelt                                                                           | Deschiderea unui nou front în Africa de nord mai înainte de deschiderea celui de-al doilea front în Europa |
| A doua conferință de la Moscova                               | Moscova, URSS          | 12 – 17 august 1942                     | Churchill, Stalin, Harriman                                                                    | Discuții cu privire la oportunitatea campaniei din Africa de nord versus al doilea front european |
| Conferința de la Cherchell                                    | Cherchell, Algeria     | 21 – 22 octombrie 1942                  | Generalul american Clark și ofițerii ai Regimului de la Vichy, printre care Charles Mast       | O conferință clandestină ținută mai înainte de declanșarea Operațiunii Torța în timpul căreia mai mulți comandanți ai forțelor Regimului de la Vichy au fost de acord să nu opună rezistență la debarcările aliate din Maroc și Algeria. |
| Conferința de la Casablanca (SYMBOL)                          | Casablanca, Maroc      | 14 – 24 ianuarie 1943                   | Churchill, Roosevelt, de Gaulle, Giraud                                                        | Planificarea campaniei din Italia, a invaziei de peste Canalul Mânecii din 1944; susținerea "capitulării necondiționate" a puterilor Axei; stimularea unificării autorităților franceze din Londra și Alger                              |
| A treia conferință de la Washington (TRIDENT)                 | Washington, D.C.       | 12 – 27 mai 1943                        | Churchill, Roosevelt                                                                           | Planificarea Campaniei din Italia; înmulțirea bombardamentelor strategice asupra Germaniei; intensificarea războiului în Pacific |
| Conferința de la Quebec (QUADRANT)                            | Quebec, Canada         | 17 – 24 august 1943                     | Churchill, Roosevelt, King                                                                     | Stabilirea Zilei Z pentru 1944, reorganizarea Comandamentului Asiei de S-E, Acordului secret de la Quebec pentru limitarea schimbului de informații în domeniul cercetării nucleare                                                      |
| A treia conferință de la Moscova                              | Moscova, URSS          | 18 octombrie – 1 noiembrie 1943         | Miniștrii de externe Hull, Eden, Molotov                                                       | Declarația de la Moscova |
| Conferința de la Cairo (SEXTANT)                              | Cairo, Egipt           | 23 – 26 noiembrie 1943                  | Churchill, Roosevelt, Chiang Kai-shek                                                          | Declarația de la Cairo pentru Asia postbelică |
| Conferința de la Teheran (EUREKA)                             | Teheran, Iran          | 28 noiembrie – 1 decembrie 1943         | Churchill, Roosevelt, Stalin                                                                   | Prima conferință a celor Trei Mari a stabilit strategia finală pentru înfrângerea Germaniei Naziste și aliaților ei și a stabilit data pentru Operațiunea Overlord                                                                       |
| A doua conferință de la Cairo (SEXTANT)                       | Cairo, Egipt           | 4 – 6 decembrie 1943                    | Churchill, Roosevelt, Inönü                                                                    | Înțelegerea pentru definitivarea bazelor aeriene Aliate din Turcia; amânarea Operațiunii Anakim împotriva japonezilor din Burma |
| Conferința prim-miniștrilor guvernelor din Commonwealth       | Londra, Regatul Unit   | 1-16 mai 1944                           | Churchill, Curtin (Australia), Fraser (Noua Zeelandă), King (Canada) și Smuts (Africa de Sud). | Sprijinul liderilor Commonwealthului pentru Declarația de la Moscova; înțelegeri cu privire la efortul comun de război |
| Conferința Monetară și Financiară a Națiunilor Unite          | Bretton Woods, SUA     | 1 – 15 iulie 1944                       | Reprezentanți a 44 națiuni                                                                     | A stabilit înființarea Fondului Monetar Internațional și a Băncii Internaționale pentru Reconstrucție și Dezvoltare |
| Conferința de la Dumbarton Oaks                               | Washington, D.C.       | 21 – 29 august 1944                     | Delegații a 39 de națiuni, printre care diplomatul Stettinius, Cadogan, Gromîko                | Acordul pentru înființarea ONU |
| A doua conferință de la Quebec (OCTAGON)                      | Quebec, Canada         | 12 – 16 septembrie 1944                 | Churchill, Roosevelt                                                                           | Planul Morgenthau pentru Germania postbelică |
| A patra conferință de la Moscova                              | Moscova, URSS          | 9 octombrie 1944                        | Churchill, Stalin, Molotov, Eden                                                               | Stabilirea sferelor de influență postbelice în Europa Răsăriteană și Balcani |
| Conferința de la Malta (ARGONAUT & CRICKET)                   | Malta                  | 30 ianuarie – 2 februarie 1945          | Churchill, Roosevelt                                                                           | Pregătiri pentru Conferința de la Ialta |
| Conferința de la Ialta (ARGONAUT & MAGNETO)                   | Ialta, URSS            | 4 – 11 februarie 1945                   | Churchill, Roosevelt, Stalin ministri de externe și diplomați din URSS SUA și Uk               | Planuri finale pentru înfrângerea Germaniei; planuri pentru Europa postbelică; fixarea datei pentru Conferintă Națiunilor Unite; condițiile pentru intrarea Uniunii Sovietice în războiul cu Japonia                                     |
| Conferința Națiunilor Unite pentru Organizația Internațională | San Francisco, SUA     | 25 aprilie – 26 iunie 1945              | Reprezentanți ai 50 de națiuni                                                                 | Carta Națiunilor Unite |
| Conferința de la Potsdam (TERMINAL)                           | Potsdam, Germania      | 17 iulie – 2 august 1945                | Churchill, Stalin, Truman, Attlee                                                              | Declarația de la Potsdam cu privire la capitularea necondiționată a Japoniei; Acordul de la Potsdam asupra politicii față de Germania |

În total, Churchill a participat la 16 conferințe, Roosevelt la 12, și Stalin la 5.